# ディミトリス・ニコラオウ
ディミトリス・ニコラオウ（Dimitris Nikolaou ギリシア語: Δημήτρης Νικολάου, 1998年8月13日 - ）は、ギリシャ・エヴィア県ハルキス出身のサッカー選手。セリエA・スペツィア・カルチョ所属。ポジションはDF。

## クラブ経歴
2007年にオリンピアコスFCのユースアカデミーに入所。2016年にトップチームに昇格。翌年1月29日のヴェリアFC戦でプロデビュー。プロ1年目の2016-17シーズンはリーグ戦2試合に出場。同シーズンのギリシャ・スーパーリーグ優勝を経験。同年10月18日のUEFAチャンピオンズリーググループリーグのFCバルセロナ戦では、前半18分にオウンゴールを喫してしまいながらも、試合終了間際にゴールを挙げて1試合でゴールとオウンゴールの両方を記録した選手となった。
2019年1月28日、エンポリFCへの買取オプション付きのローン移籍が発表。4月15日のアタランタBC戦で移籍後初出場。 2018-19シーズンは4試合で起用されるも、チームはセリエAで18位に終わり、セリエBに降格。同シーズン終了後の6月2日にエンポリへの完全移籍が決定。2019-20シーズン以降先発に定着。2020-21シーズンはセリエB優勝を果たし、セリエA復帰に貢献した。
2021年、スペツィア・カルチョに5年契約で移籍した。

## 代表経歴
2013年からユース世代のギリシャ代表に招集され、ユース代表の主軸として活躍。2018年5月15日のサウジアラビア戦でフル代表初出場。2020年までユース世代でプレーした。